# James Bond 007 – Lizenz zum Töten
James Bond 007 – Lizenz zum Töten (Originaltitel Licence to Kill) ist der 16. Film der von Eon Productions Ltd. produzierten James-Bond-Reihe und der zweite und letzte Film mit Timothy Dalton in der Rolle des Titelhelden. Er war der vierte und letzte Film der Serie mit dem Team Michael G. Wilson und Richard Maibaum als Drehbuchautoren, Albert R. „Cubby“ Broccoli als Produzent und – der fünfte Film – mit John Glen als Regisseur. Gladys Knight sang den Titelsong Licence to Kill, der von Narada Michael Walden komponiert und produziert wurde.
Der Film startete am 10. August 1989 in den bundesdeutschen Kinos.

## Handlung
Bond, Sharkey und Felix Leiter sind auf dem Weg zu dessen Hochzeit auf den Florida Keys, unterbrechen aber ihre Fahrt, um zusammen mit der DEA den südamerikanischen Drogenbaron Franz Sanchez während eines Kurzaufenthalts auf den Bahamas in einer spektakulären Aktion festzunehmen. Mit Unterstützung der US-Küstenwache erreichen sie noch rechtzeitig den Ort der Trauung.
Sanchez, der ganze Regierungen besticht, kann mit Hilfe des bestochenen DEA-Agenten Ed Killifer ausbrechen. Als Bond davon erfährt und noch einmal zurückkehrt, findet er Leiters frisch angetraute Ehefrau Della tot und seinen Freund, von einem Hai verstümmelt, schwerverletzt vor. Bond schwört Rache und macht sich mit Hilfe von Sharkey auf die Suche nach Sanchez. Sie infiltrieren einen Fischbetrieb von dessen Geschäftspartner Milton Krest, der als Tarnung für einen großflächigen Drogenhandel dient. Sie stellen dort Killifer und werfen ihn dem Hai vor, dann lassen sie den Laden auffliegen. Bond wird daraufhin von seinem Vorgesetzten „M“ gerügt und vom Fall abgezogen, woraufhin Bond kündigt. „M“ nimmt an und entzieht ihm ausdrücklich die „Lizenz zum Töten“.
Bond und Sharkey infiltrieren nun auf eigene Faust die Schmuggler-Yacht von Krest, wobei Sharkey entdeckt und getötet wird. Bond vernichtet Krests Drogen und entkommt in einem Wasserflugzeug samt 5 Millionen US-$, welche als Bezahlung für eine Drogenlieferung diente. Bond trifft auf die ehemalige Army-Pilotin Pam Bouvier, die durch Leiter in die Operation eingeweiht war. Sie ermittelt ebenfalls gegen Sanchez und hat dessen Vertrauten Heller so weit, gestohlene Stinger-Raketen zurückzubringen. Bond und Bouvier reisen nach Isthmus City, von wo aus Sanchez seine Geschäfte steuert. Dort bekommt er unerwartete Unterstützung von einem alten Bekannten: „Q“, der nach eigenen Angaben „gerade Urlaub hat“ und Bond mit einigen Hilfsmitteln ausstattet.
Bond führt einen Anschlag auf Sanchez aus, doch dieser scheitert, weil das Rauschgiftdezernat von Hongkong, das verdeckt gegen Sanchez ermittelt, seinen Erfolg gefährdet sieht, Bond überwältigt und nach London verfrachten will. Sanchez räumt die Chinesen aus dem Weg und befreit den gefesselten Bond, der nunmehr von Sanchez als loyal erachtet wird und die Chance nutzt, das Misstrauen des Drogenbarons gegen einige seiner eigenen Leute zu schüren. Von Sanchez’ Freundin Lupe erfährt Bond, dass Krest bald in Isthmus eintrifft. Bond und Pam verstecken Teile des zuvor entwendeten Geldes auf Krests Yacht und Bond gibt Sanchez den falschen Hinweis, dass Krest ihn hintergeht. Nach dem Auffinden des Geldes sperrt Sanchez Krest in eine Dekompressionskammer und kappt einen Druckschlauch, so dass Krest durch die plötzliche Dekompression stirbt. Bond wird daraufhin in den inneren Kreis aufgenommen. 
Zur Tarnung seiner Aktivitäten nutzt Sanchez eine sektenähnliche Organisation um den Fernsehprediger Professor Butcher, dessen TV-Auftritte in Wirklichkeit dem Austausch von Informationen dienen. Auch werden Drogeneinnahmen als Spenden von Gläubigen verschleiert. Im Tempel der Pseudokirche sind auch die Labore untergebracht, in denen Sanchez seine Drogen in Benzin auflöst und sie so in alle Welt schmuggelt. Bei einer Besichtigung dieser Produktionsstätten wird Bond von Sanchez’ Handlanger Dario enttarnt. Es gelingt 007 jedoch, die Schergen zu eliminieren und auf der Flucht mit Pam ein Chaos anzurichten, welches in der Zerstörung der Anlage mündet.
Sanchez hat inzwischen den von Bond diskreditierten Heller mit einem Gabelstapler getötet und sich mit seinen Millionen und vier Tankwagen voll Kokain-„Sprit“ abgesetzt. Bond kann ihn jedoch einholen und den Konvoi zerstören. Zum Schluss zeigt Bond dem benzindurchtränkten Sanchez, der den Grund für Bonds Handeln wissen will, das Feuerzeug von Felix und Della und setzt diesen damit in Brand.

## Produktion

### Drehbuch
Richard Maibaum entwarf gemeinsam mit Michael G. Wilson die Handlung für den Film. Durch einen Streik der Writers Guild of America konnte Maibaum das Drehbuch jedoch nicht vollenden, so dass Wilson das Skript allein fertigstellte. Er arbeitete möglichst viel Handlung an dem bereits vorgegebenen Drehort Mexiko in die Geschichte ein und hatte diesmal die Möglichkeit, das Drehbuch an den bereits feststehenden Hauptdarsteller Timothy Dalton anzupassen.
Das endgültige Drehbuch hatte wieder einmal kaum Gemeinsamkeiten mit Flemings Büchern. Die Handlung um Felix Leiters Verletzung durch einen Hai und Bonds anschließende Suche in einer Fischköder-Halle entstammt dem Roman Leben und sterben lassen, im gleichnamigen Film wurde die Szene nicht verwendet. Außerdem stammt der Name der Figur Milton Krest und sein Schiff Wavekrest aus der James-Bond-Kurzgeschichte The Hildebrand Rarity (dt. Die Hildebrand-Rarität).

### Titel
Lizenz zum Töten ist der erste James-Bond-Film, für den nicht der Titel eines Romans oder einer Kurzgeschichte Ian Flemings verwendet wurde. Der Film sollte ursprünglich den Titel Licence revoked (Lizenz entzogen) tragen, allerdings ergaben Testvorführungen, dass der Titel für das amerikanisches Englisch sprechende Publikum in den Vereinigten Staaten nicht verständlich war. Des Weiteren wurde darüber diskutiert, die britische Schreibweise Licence in die amerikanische Schreibweise License zu ändern. Es blieb jedoch bei der ursprünglich angedachten Version.
In der Handlung des Films wird auf den Titel Bezug genommen, als M Bond mitteilt, dass die Lizenz zum Töten mit sofortiger Wirkung entzogen sei.

### Stab und Besetzung
Timothy Dalton hatte einen Vertrag über drei James-Bond-Filme abgeschlossen und stand somit für Lizenz zum Töten als Hauptdarsteller zur Verfügung.
Bonds Gegenspieler Sanchez wurde von Robert Davi verkörpert.
David Hedison kehrte nach 1973 in Leben und sterben lassen in die Rolle des Felix Leiter zurück und war bis zum 22. Bond-Film Ein Quantum Trost der einzige Schauspieler, der zweimal die Rolle des CIA-Agenten übernahm.
Der spätere Kinostar Benicio Del Toro ist hier in einer seiner früheren Rollen zu sehen. Er gehört zu dem kleinen Kreis von James-Bond-Akteuren, die später einen Oscar bekommen haben. Del Toro erhielt ihn für Traffic – Macht des Kartells.
Als Bond-Girls wurden Carey Lowell, die von 2002 bis 2013 mit dem Schauspieler Richard Gere verheiratet war, als Pam Bouvier und Talisa Soto als Lupe Lamora verpflichtet.
Desmond Llewelyn alias „Q“ hat in diesem Film den längsten Auftritt seiner Karriere in einem Bondfilm, da er Bond in seinem Auftrag unterstützt und ihn nicht nur mit den für einen Bondfilm typischen Gadgets ausrüstet.
Robert Brown als „M“ und Caroline Bliss als Moneypenny treten beide zum letzten Mal in einem Bond-Film auf. Brown hatte bereits in Der Spion, der mich liebte einen Auftritt als Admiral Hargreaves und spielte seit 1983 in insgesamt vier Filmen „M“. Bliss löste Lois Maxwell als Miss Moneypenny ab und spielte diese Rolle in den beiden Bond-Filmen mit Timothy Dalton.
Pedro Armendáriz Jr., der die Rolle des Diktators von Isthmus, Hector Lopez, spielt, ist der Sohn von Pedro Armendáriz, der in Liebesgrüße aus Moskau als türkischer Geschäftsmann und Bond-Helfer Ali Kerim Bey auftrat.
Der LKW-Stunt wurde – wie auch die Fahrzeug-Stunts in den vorherigen Bond-Filmen – durch Rémy Julienne realisiert.
John Glen führte zum fünften Mal bei einem Bond-Film Regie.

### Titelsequenz
Der Vorspann wurde letztmals von Maurice Binder entworfen, der seit Feuerball alle Titelsequenzen gestaltet hatte.

### Dreharbeiten

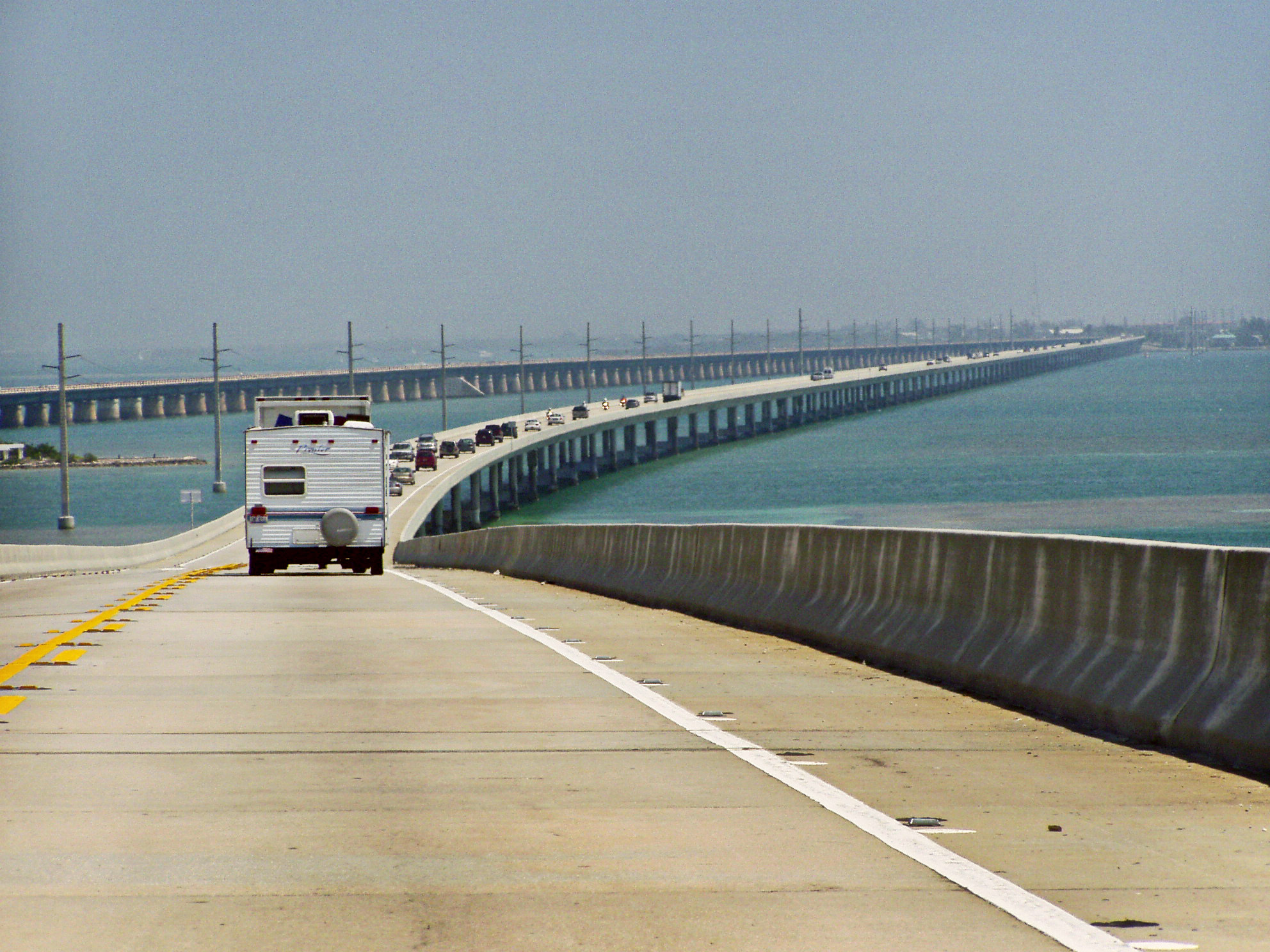
Drehort: Seven Mile Bridge

Die Dreharbeiten fanden vom 19. Juli 1988 bis zum 18. November 1988 statt.

### Drehorte

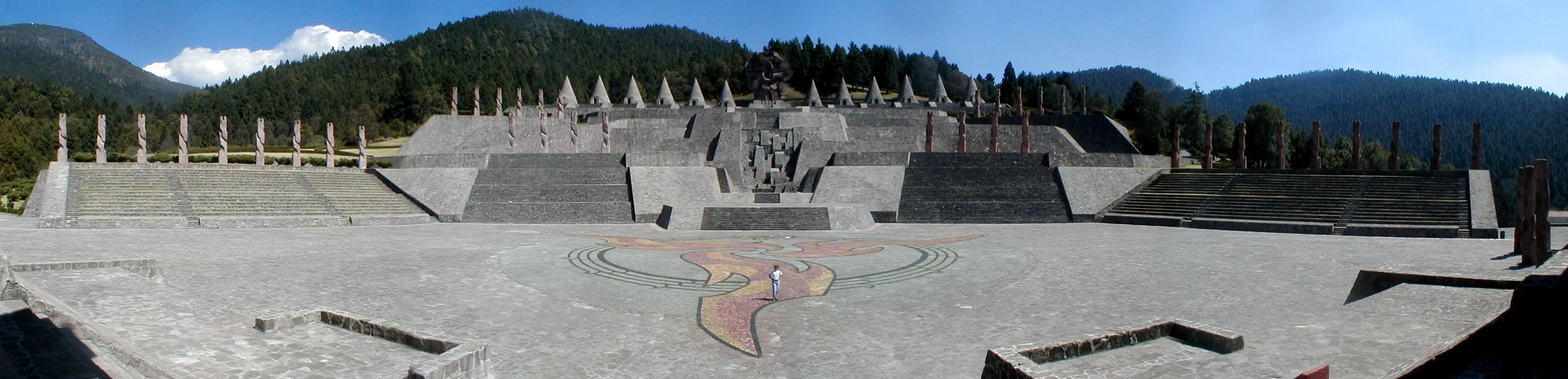
Der „Tempel“ in der Realität: Otomí Ceremonial Center in Temoaya

- London, Vereinigtes Königreich (nur eine einzige Szene spielt hier; die einzige Szene des Films, in der auch Moneypenny auftritt)
- Key West, Florida (unter anderem im Hemingway-Haus)
- Seven Mile Bridge, Florida
- Acapulco, Mexiko-Stadt und Temoaya, Mexiko
- Die Aufnahmen für die finale Jagd auf Sanchez und seine Tankwagen entstanden an der Straße zwischen Mexicali und La Rumorosa, Mexiko.

### Fahrzeuge
- Bond bekommt aufgrund seiner eigenmächtigen Aktivitäten in diesem Film keinen offiziellen Dienstwagen zur Verfügung gestellt.
- Nach der Hochzeit verlässt Bond in einem (vermutlich gemieteten) Lincoln Mark VII LSC das Haus von Della und Felix.
- Am Hotel de Isthmus wird Bond von Q in einem hellblauen Rolls-Royce Silver Shadow vorgefahren.
- Sanchez fährt in einigen Sequenzen einen Maserati Biturbo 425 i.
- Die Fahrzeuge der LKW-Stunts wurden direkt vom Hersteller Kenworth umgebaut.

### Gadgets
- Dentonite, als Zahnpasta getarnter Sprengstoff; der zugehörige Zünder ist in einer Zigarettenschachtel der real existierenden Marke LARK untergebracht;
- als Fotoapparat (Hasselblad V-Serie) getarntes, zerlegbares Gewehr mit Signatur-Handstück (auf Bonds Handfläche angepasst);
- Sofortbild-Kamera mit eingebautem Laser und Röntgenfunktion;
- ein Besen mit eingebautem Funkgerät.

Ein explodierender Wecker wird von Q zwar vorgestellt, kommt aber nicht zum Einsatz.

### Filmmusik
Die Filmmusik wurde von Michael Kamen komponiert. John Barry stand für die Arbeit an Lizenz zum Töten nicht zur Verfügung und Regisseur John Glen wählte Michael Kamen aus, da er von ihm eine Filmmusik erwartete, die der von John Barry nahekommen würde. Kamen war 1989 bereits als Komponist vieler Action-Filme wie Lethal Weapon und Stirb langsam bekannt.
Das von Gladys Knight interpretierte Titellied Licence to Kill wurde von Narada Michael Walden, Jeffrey Cohen und Walter Afansieff komponiert. Am Anfang des Liedes werden Elemente aus dem Lied Goldfinger verwendet, weshalb bei späteren Veröffentlichungen auch die Komponisten dieses Liedes als Komponisten von Licence to Kill genannt werden. Die Regie bei dem zugehörigen Musikvideo übernahm Daniel Kleinman, der 1995 der Titeldesigner für GoldenEye wurde. Die Single erreichte Platz 6 in den britischen Charts.
Ursprünglich war als Titellied eine von Vic Flick und Eric Clapton eingespielte Neufassung des James Bond Theme vorgesehen, die letztlich jedoch nicht verwendet wurde.
Für den Abspann verwendete man die von Patti LaBelle gesungene Diane-Warren-Komposition If You Asked Me To, welche 1992 von Céline Dion gecovert und erst in ihrer Version zu einem weltweiten Hit wurde.
Als zusätzliche Musikstücke werden im Film die Lieder Wedding Party von Ivory und Dirty Love von Tim Feehan verwendet.
In der Szene, in der Pam Bouvier mit Prof. Joe Butcher in seinem Zimmer ist, erklingt im Hintergrund eine Bearbeitung von Beethovens Klavierstück Für Elise.
Soundtrack
Der Soundtrack erschien erstmals 1989 bei MCA Records auf LP und CD. Er war der letzte Bond-Soundtrack, der auf LP veröffentlicht wurde. Nach dem 40. James Bond Jubiläum 2003 war dieser Soundtrack der Einzige, der aus rechtlichen Gründen von Capitol nicht wieder aufgelegt werden konnte. Die US-amerikanische Fassung unterschied sich dadurch, dass sie das Teaser Poster als Cover nutzte.
| Originalauflage 1. Licence to Kill (05:13) gesungen von Gladys Knight 2. Wedding Party (03:53) gesungen von Ivory 3. Dirty Love (03:45) gesungen von Tim Feehan 4. Pam (03:50) 5. If You Asked Me To (03:58) gesungen von Patti LaBelle 6. James & Felix on Their Way to Church (03:53) 7. His Funny Valentine (03:26) 8. Sanchez Is in the Bahamas/Shark Fishing (02:06) 9. Ninja (06:03) 10. Licence Revoked (09:11) |

### Synchronisation
Die Synchronisation führte die Cine Adaption GmbH in München durch.
Das Dialogbuch schrieb Pierre Peters-Arnolds und Dialogregie führte Michael Brennicke.
| Rolle             | Schauspieler            | Deutsche Synchronsprecher |
| ----------------- | ----------------------- | ------------------------- |
| James Bond        | Timothy Dalton          | Lutz Riedel               |
| Sanchez           | Robert Davi             | Uwe Friedrichsen          |
| Pam               | Carey Lowell            | Christina Hoeltel         |
| Lupe              | Talisa Soto             | Madeleine Stolze          |
| Krest             | Anthony Zerbe           | Horst Naumann             |
| Sharkey           | Frank McRae             | Michael Gahr              |
| Felix Leiter      | David Hedison           | Reinhard Glemnitz         |
| Dario             | Benicio del Toro        | Ekkehardt Belle           |
| Truman Lodge      | Anthony Starke          | Pierre Peters-Arnolds     |
| Killifer          | Everett McGill          | Frank Engelhardt          |
| Q                 | Desmond Llewelyn        | Manfred Schmidt           |
| Prof. Joe Butcher | Wayne Newton            | Leon Rainer               |
| Hector Lopez      | Pedro Armendáriz junior | Werner Abrolat            |
| M                 | Robert Brown            | Wolf Ackva                |
| Della             | Priscilla Barnes        | Viktoria Brams            |
| Heller            | Don Stroud              | Willi Röbke               |
| Moneypenny        | Caroline Bliss          | Dagmar Heller             |
| Kwang             | Cary-Hiroyuki Tagawa    | Joachim Höppner           |

### Uraufführung
Die Weltpremiere des Films erfolgte am 13. Juni 1989 im „Odeon Leicester Square“ in London in Gegenwart von Prinz Charles und Prinzessin Diana.
Am 14. Juli 1989 startete er in den US-amerikanischen und am 10. August 1989 in den bundesdeutschen Kinos.

## Rezeption und Nachwirkung
Lizenz zum Töten war der letzte James-Bond-Film, an dem Drehbuchautor Richard Maibaum und Vorspann-Designer Maurice Binder mitarbeiteten – beide starben 1991. Auch für Regisseur John Glen (der alle offiziellen Bond-Filme der 1980er-Jahre gedreht hatte) war es die letzte Arbeit für diese Reihe.

### Finanzieller Erfolg
In den Vereinigten Staaten konkurrierte der Film mit mehreren Blockbustern wie Brennpunkt L.A., Indiana Jones und der letzte Kreuzzug und Batman. Obwohl EON Lizenz zum Töten durch Drehorte und Nebendarsteller bestmöglich an den US-amerikanischen Markt angepasst hatte, war das kommerzielle Ergebnis enttäuschend, alle obengenannte Filme schnitten besser ab. Die Zuschauerzahlen waren rückläufig, 11,7 Millionen Tickets wurden verkauft, und die Einnahmen in den USA beliefen sich zwischen 33,2 und 34,7 Millionen US-Dollar, was die auf zwischen 32 und 36 Millionen US-Dollar geschätzten Produktionskosten entweder nur knapp oder nicht ganz deckte. In der Bundesrepublik Deutschland sahen nur 2,4 Millionen Zuschauer den Film im Kino, so wenige wie bei keinem Bond-Film zuvor oder danach.
Als weltweites Einspielergebnis werden inflationsbereinigte 285 Millionen US-Dollar angegeben, was zwar kein Flop, aber doch das bisher schlechteste Ergebnis eines Bond-Films ist.
Obwohl der nächste Bond-Film für das Jahr 1991 angekündigt wurde, sollte es wegen der enttäuschenden Einnahmen sowie aufgrund von Rechtsstreitigkeiten bis 1995 dauern, bis wieder ein James-Bond-Film in die Kinos kam. Ursprünglich war der nächste Film in der Reihe als dritter Film mit Timothy Dalton geplant gewesen, es blieb jedoch bei nur zwei Auftritten für Daltons Leinwand-Bond, der durch Pierce Brosnan ersetzt wurde. Dieser war schon nach dem Ausscheiden von Roger Moore der Favorit der Produzenten gewesen, stand aber erst jetzt zur Verfügung.

### Zeitgenössische Kritik
Die zeitgenössischen Kritiken waren gemischt. Die Zeitschrift Variety sah im Juli 1989 einen „Cocktail aus hochprozentiger Action, Spektakel und Drama“ und sah sich durch Daltons Schauspiel voller „Energie und Körperlichkeit“ an die frühen Bond-Filme erinnert. Die New York Times sah zur selben Zeit „kluge Erneuerungen“ und „stilvolle Action“. Dalton sei in der Rolle „als wütender Bond, in der romantischen Rolle und als Action-Held“ wie zu Hause, könne aber „niemals zwei dieser Qualitäten miteinander verbinden.“ Die Time lobte die Action, nannte es aber bedauerlich, dass weder die Drehbuchautoren noch der Regisseur etwas Kluges für die Charaktere im Film zu tun gefunden hätten.

### Spätere Bewertung
Timothy Daltons schauspielerische Leistung als James Bond in den beiden von ihm gespielten Bond-Filmen wird rückblickend zumeist gelobt. Die Kritiker erkennen heute an, dass Dalton den Bond ernsthafter und damit näher an der literarischen Vorlage darstellte. Er war damit gewissermaßen ein Vorläufer des seit 2006 von Daniel Craig gespielten Bond. Manche Kritiker halten Dalton rückblickend gar für den schauspielerisch besten aller Bond-Darsteller. Die Webseite mi6-hq.com veröffentlichte im Januar 2013 einen Artikel, in dem es heißt, Lizenz zum Töten gelte heute bei vielen Fans als einer ihrer Lieblingsfilme und war „seiner Zeit vielleicht zu weit voraus.“ Timothy Dalton wird im selben Artikel mit den Worten zitiert, „Lizenz zum Töten war ein Vorläufer der heutigen Bonds“, aber „die Menschen waren noch nicht bereit, eine neue Formel zu akzeptieren.“
Der Film wird ansonsten jedoch bis heute oft eher mittelmäßig bis schlecht bewertet, insbesondere die ausgeprägte Gewaltdarstellung wird häufig kritisiert, der Film wurde als Anspielung auf Rambo auch als „Rambond“ bezeichnet.
2006 bewerteten die Mitarbeiter der Multimedia-Webseite IGN die Bond-Filme und wählten Lizenz zum Töten auf Platz 15 von 20 Filmen. Zwischen 2011 und 2012 wurde von den Besuchern der James-Bond-Fanseite MI6-HQ.com über die besten Bond-Filme abgestimmt, wobei Lizenz zum Töten Platz 12 von 22 Filmen erreichte. Im Jahr 2012 wurden die Bond-Filme von den Lesern des 007 Magazine bewertet; Lizenz zum Töten belegte hier den 13. von 24 Plätzen.
In einer ebenfalls 2012 veröffentlichten Liste des Rolling Stone nimmt Lizenz zum Töten hingegen den 23. und vorletzten Platz ein und wird als „kaum noch als Bond-Film zu erkennen“ beschrieben. Die Zeitschrift Entertainment Weekly erstellte bereits 2006 eine Rangfolge der James-Bond-Filme, in der Lizenz zum Töten ebenfalls den vorletzten Platz belegte. In dem 2012 erschienenen Sonderheft 50 Jahre James Bond des Stern wird der Film mit 2 von 5 Sternen („schwach“) bewertet. Der Film wird als „durchschnittlicher, ungewohnt brutaler Action-Thriller ohne jegliche Bond-Sophistication“ beschrieben. Im November 2012 wurde Lizenz zum Töten in dem Filmblog The Playlist als einer der fünf schlechtesten Bond-Filme bezeichnet, da der Film „kaum noch wie ein Bond-Film“ sei. Dalton jedoch sei ein „recht ordentlicher“ Hauptdarsteller.

## Besonderheiten

US-Logo

Alternatives englisches Logo

- Der Film bekam bis zu drei verschiedene Logoschriftarten und zwei Schreibweisen (License to Kill und Licence to Kill).
- Am Schluss des Films wird erstmals auf die Gesundheitsschädlichkeit des Rauchens hingewiesen. Es ist auch der letzte Bond-Film, in dem man Bond mit einer Zigarette sieht.
- Als Bond im Ernest-Hemingway-Haus auf „M“ trifft, der ihm seine Lizenz zum Töten entzieht und ihn darum bittet, seine Dienstwaffe sofort abzugeben, holt Bond seine Walther hervor mit den Worten: „So this is a farewell to arms.“ (Deutsche Synchronisation: „Nun heißt es wohl ‚Abschied nehmen‘ von den Waffen.“) Dieser Satz ist eine Anspielung auf den Hemingway-Roman A Farewell to Arms von 1929, der im Ersten Weltkrieg spielt.
- Während der Truck-Jagd am Ende erzeugt der Klang der am LKW abprallenden Kugeln die Bond-Titelmelodie.
- In der Einstellung, als Bond an den Fischbecken vorbeiläuft, sieht man einen beliebten Running-Gag. Die Maschine im Hintergrund trägt die Aufschrift „ACME“.
- Lizenz zum Töten ist der einzige Bond-Film, der beinahe in den Vereinigten Staaten die Altersfreigabe „R“ bekommen hätte. Aufgrund marktwirtschaftlicher Aspekte wurde der bislang brutalste Bond für die angestrebte „PG-13“ Freigabe im Vorfeld von der MPAA geschnitten. Bisher gibt es in den Staaten auch nur diese Fassung zu sehen.
- Wenn bei der finalen Verfolgungsjagd auf Bonds Laster mit einer Stinger-Rakete gezielt wird, sieht man nahezu den gleichen Zielbildschirm, der Bond im vorhergehenden Film das Zielen mit den Raketen seines Autos ermöglicht hatte.

## Adaptionen

### Computerspiel
Das Spiel Lizenz zum Töten war das letzte Computerspiel zu einem aktuellen Bond-Film bis 1997 (GoldenEye 007) und wurde von Domark für C64, Amiga und Atari ST entwickelt.

## Auszeichnungen
Lizenz zum Töten wurde 1990 als Bester Film für einen Edgar Allan Poe Award nominiert.
Die Deutsche Film- und Medienbewertung (FBW) in Wiesbaden verlieh dem Film das Prädikat „besonders wertvoll“.

## Veröffentlichung
Der Film wurde ab 1990 auf VHS von Warner Bros. in Deutschland veröffentlicht. Warner hatte dieses Recht bis Ende der 1990er inne und gab es dann an 20th Century Fox Entertainment ab. Die erste DVD-Version wurde im Zuge der Special Edition im Jahr 2001 veröffentlicht. Als Blu-ray Disc gehörte der Film bereits zu den ersten Versionen der Gold-Sleeves-Serie von 2008. Im Jahr 2012 wurde die Version zum 50. Jubiläum veröffentlicht.
Der Film lief am 23. Dezember 1995 um 22:10 Uhr auf ARD erstmals im deutschen Free-TV.